# Régiment Royal-Navarre cavalerie
Das Régiment Royal-Navarre cavalerie (zuletzt: 21e régiment de cavalerie) war ein Kürassierregiment in der Armee des Königs von Frankreich und in der Armee der Ersten Republik.

## Formationsgeschichte
Nach der erfolglosen Belagerung von Lleida im Mai 1646 (Französisch-Spanischer Krieg) wurde im Januar 1647 vom Vizekönig von Katalonien an Joseph d'Ardenne d'Arragon, comte d'Illes ein Patent zur Aufstellung eines Kavallerieregiments im Dienst der französischen Krone erteilt. Es hieß zunächst „Régiment d'Ardenne“, wurde aber seit einem unbekannten Zeitpunkt als „Régiment d'Illes“ bezeichnet
- 1647: Aufstellung des Régiment d'Ardenne cavalerie bzw. Régiment d’Illes cavalerie
- 1. Februar 1675: Wechsel des Regimentsinhabers, Umbenennung in Régiment de Bezons cavalerie
- 8. August 1679: Auflösung, die Kompanie «Mestre de camp»[1] wurde mit Befehl vom 15. August in das „Régiment Grignan cavalerie“ eingegliedert.
- 15. Januar 1684: Aufstellung des Régiment de Bezons cavalerie als Folgeverband
- 26. September 1684: Entlassen, die Kompanie «Mestre de camp» wurde mit Befehl vom 1. Oktober in das «Régiment de Tallard cavalerie» eingegliedert.
- 20. August 1688: Wiederaufstellung als Régiment de Bezons cavalerie
- 1693: Umbenennung in: Régiment de Balivières cavalerie
- 20. Dezember 1696: Umbenennung in: Régiment de Saint-Pouanges cavalerie
- 1721: Umbenennung in: Régiment de Bougard cavalerie
- 1728: Umbenennung in: Régiment d’Aumont cavalerie
- 20. Juli 1743: Umbenennung in: Régiment du Prince Camille cavalerie
- 1. Februar 1749: Umbenennung in: Régiment de Vienne cavalerie
- 1759: Umbenennung in: Régiment de Damas cavalerie
- 11. Dezember 1761: Eingliederung des «Régiment de Moustier cavalerie» und Umbenennung in: Régiment Royal-Navarre cavalerie[2]
- 1. Januar 1791: Umbenennung in: 22e régiment de cavalerie
- 1792: Umbenennung in: 21e régiment de cavalerie[3]
- 24. September 1803: Aufgelöst

### Standarten
Das Regiment führte bis 1791 eine rote Standarte mit goldgestickten Verzierungen (fleurs de lys) und der Sonne Ludwigs des XIV. Darüber befand sich das Devisenband mit dem Wahlspruch des Königs. Die Standarte war mit goldenen Fransen eingefasst.

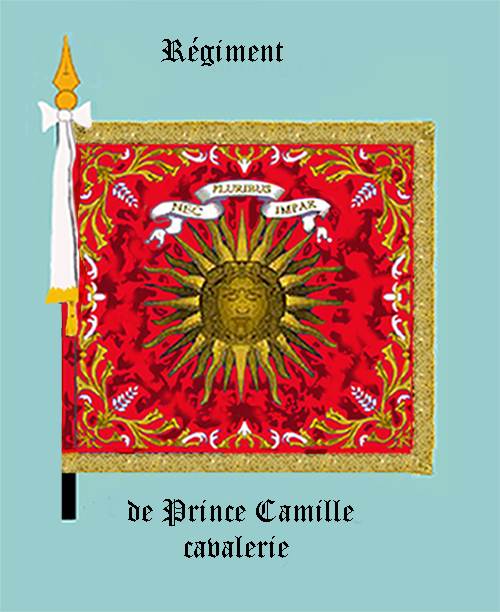
Régiment de Prince Camille cavalerie,
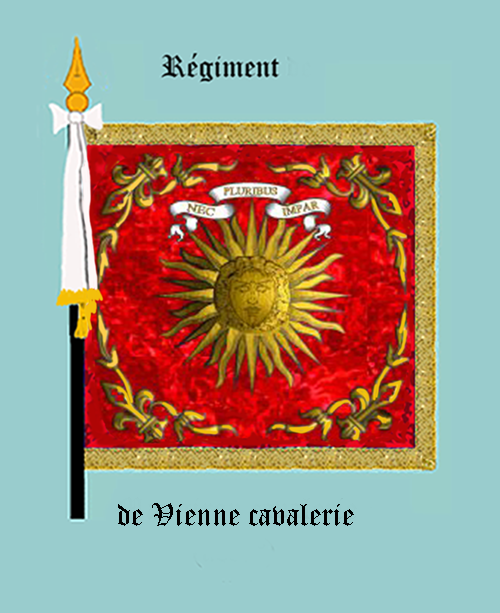
Régiment de Vienne cavalerie
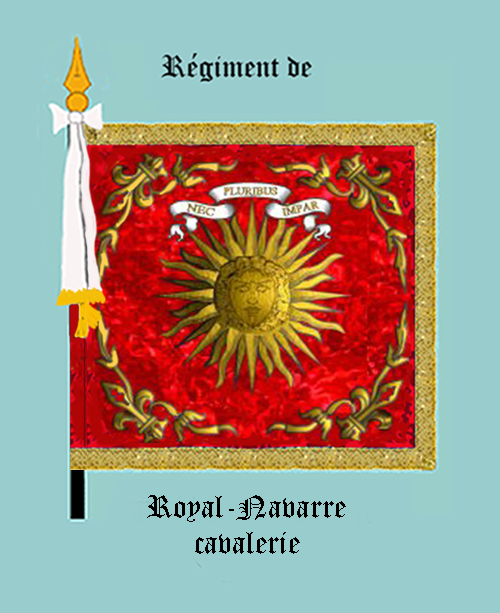
Régiment Royal-Navarre cavalerie
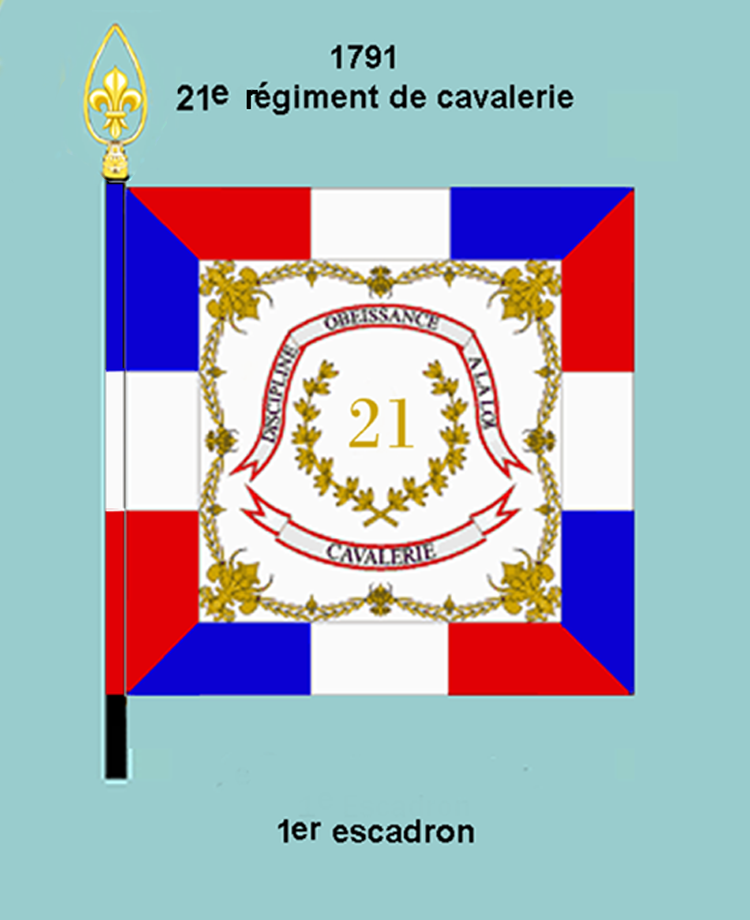
21e régiment de cavalerie (ab 1791)

### Uniformierung

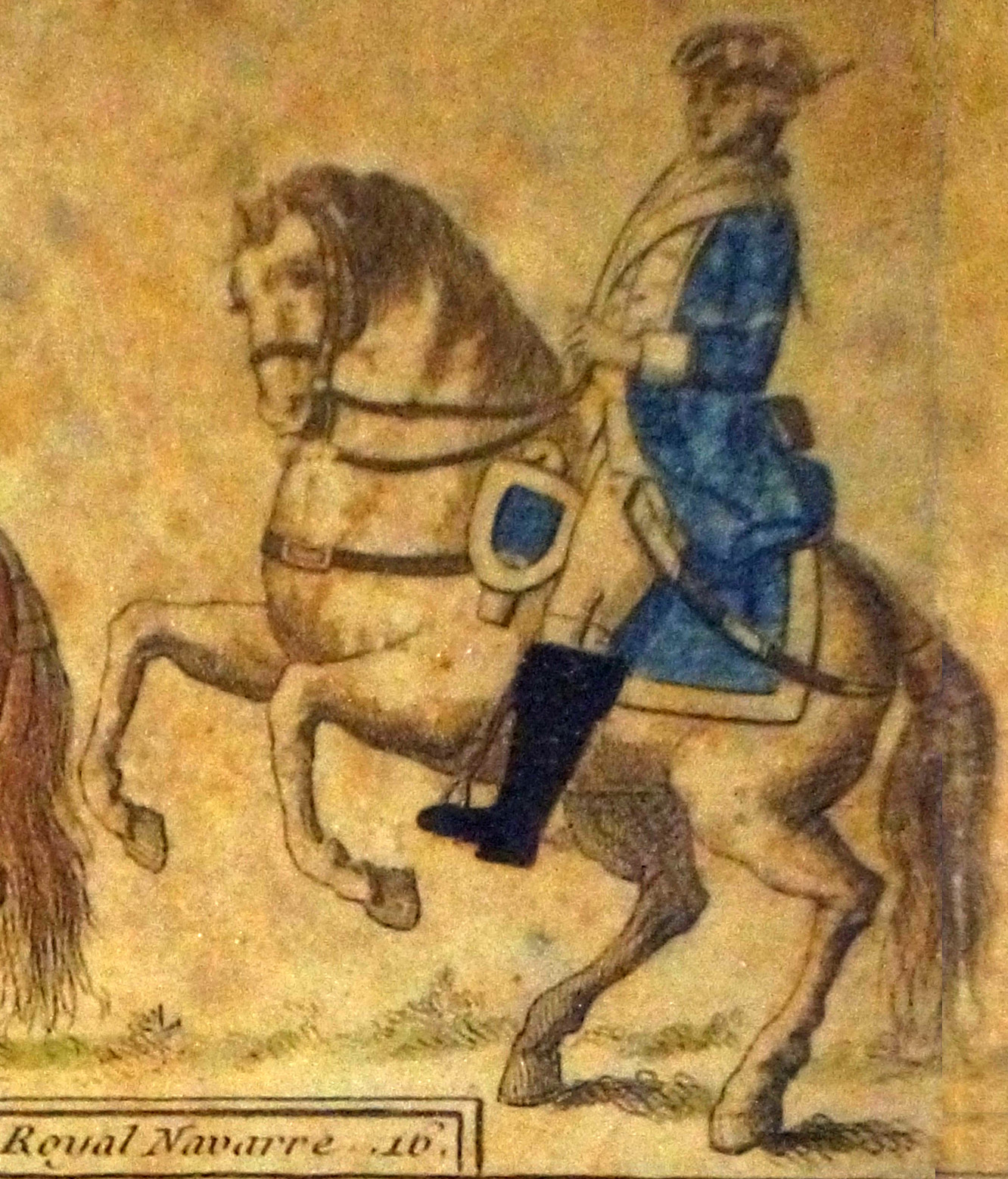
Reiter des Royal-Navarre. Zeichnung im Musée de l'Armée (Paris).

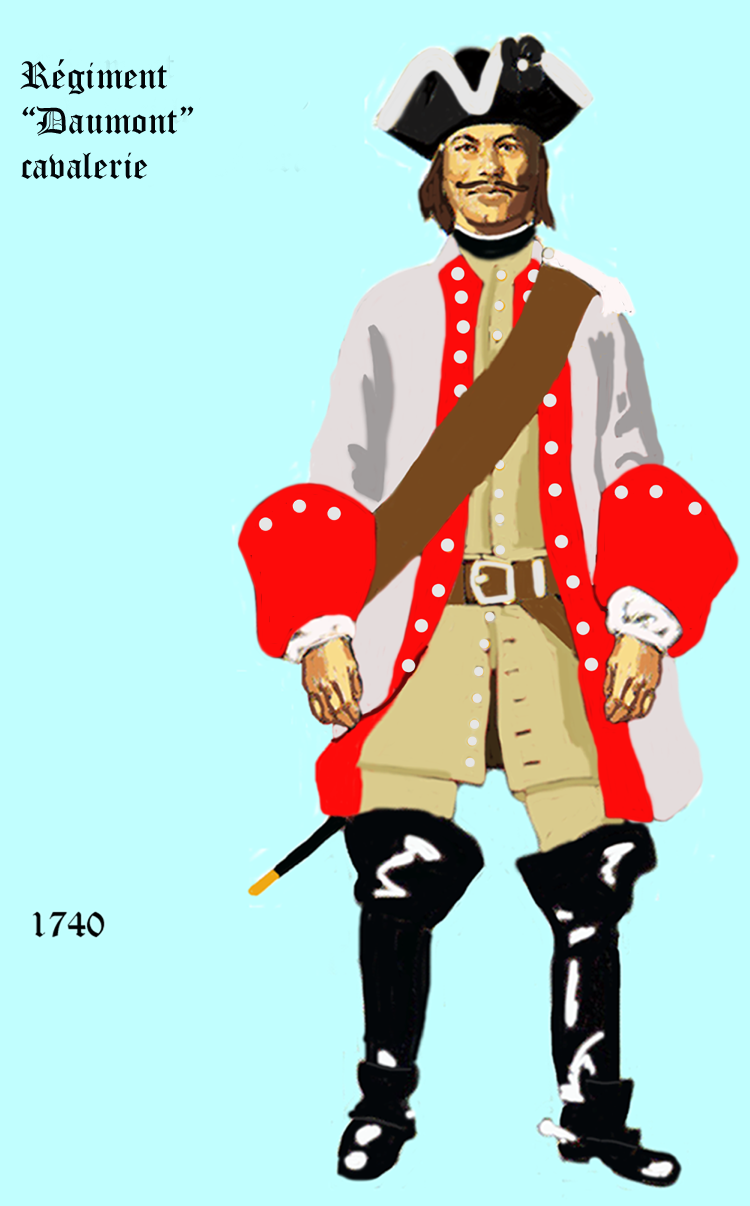
1740 bis 1757
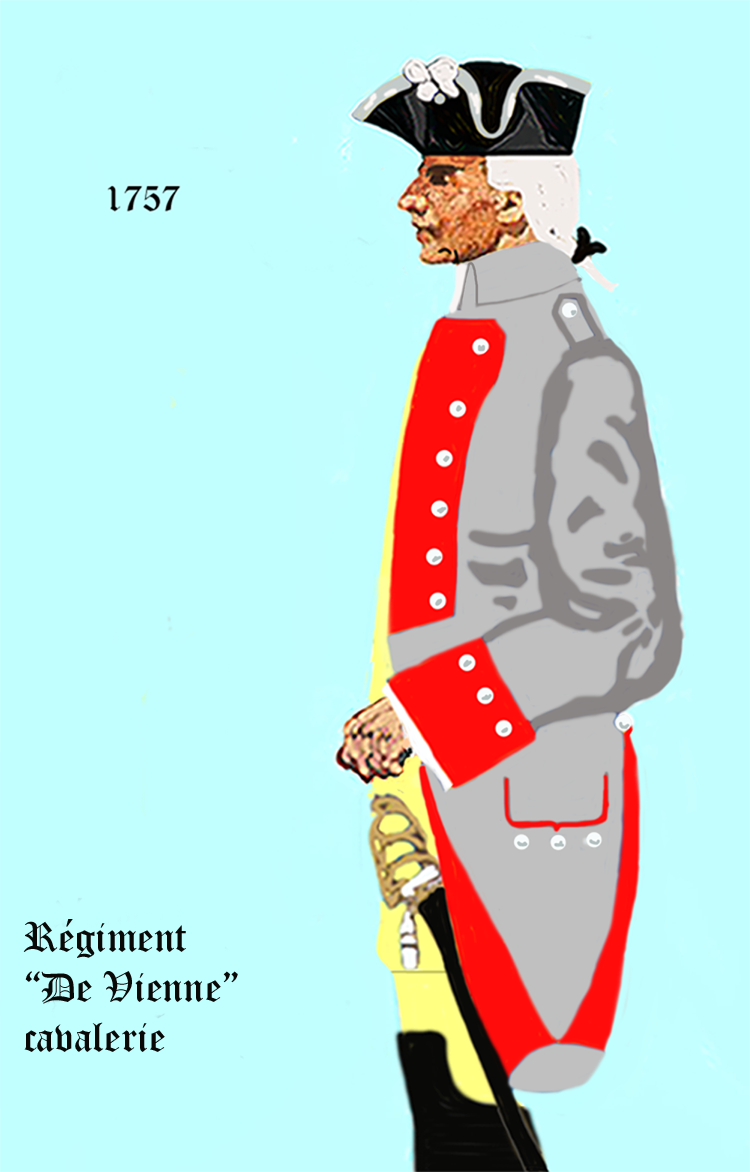
1757 bis 1762
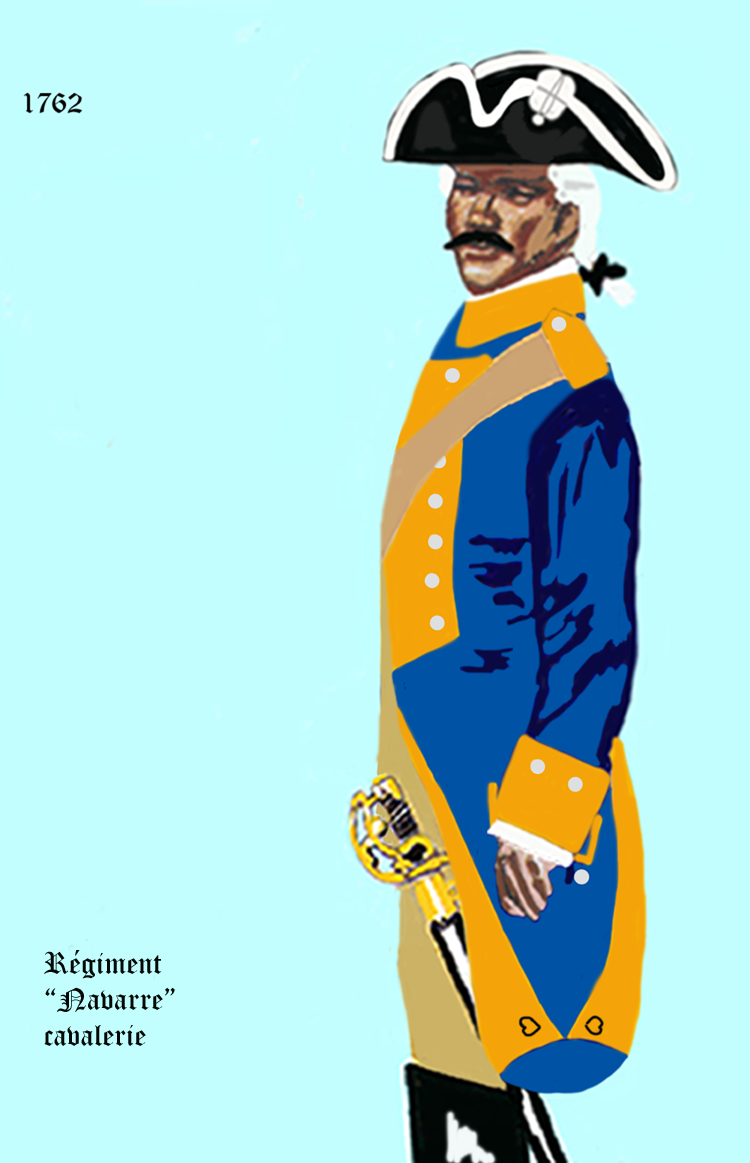
1762 bis 1767
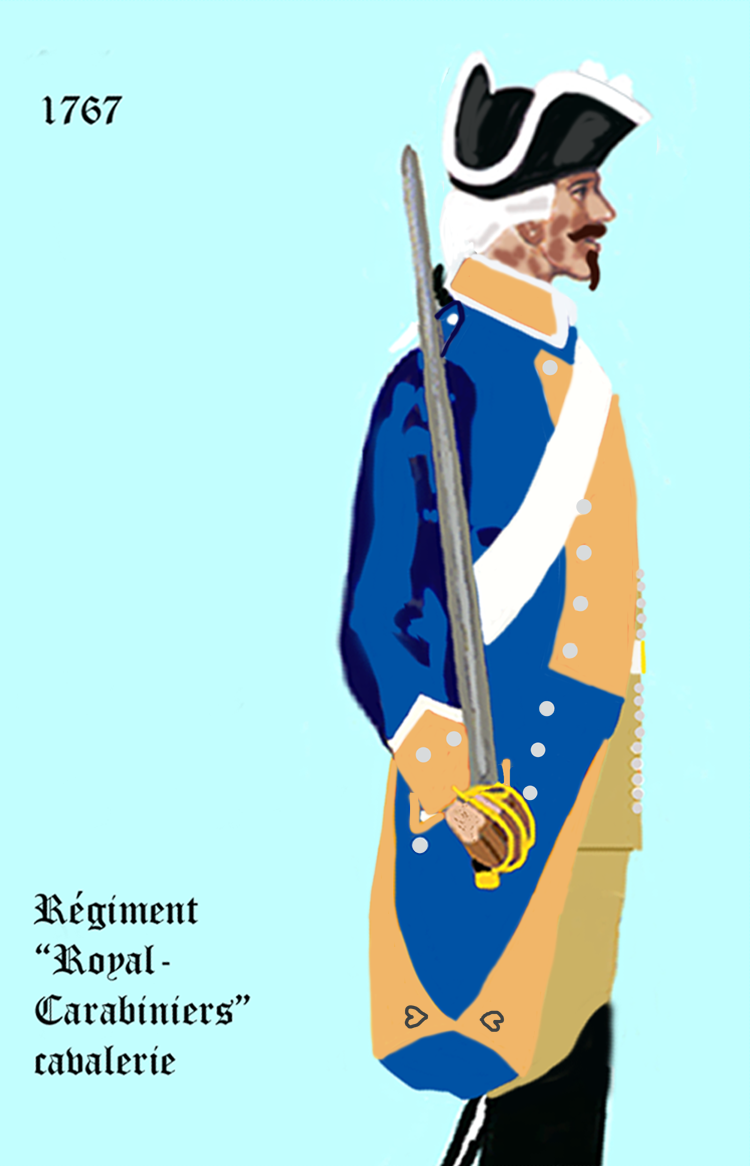
1767 bis 1776
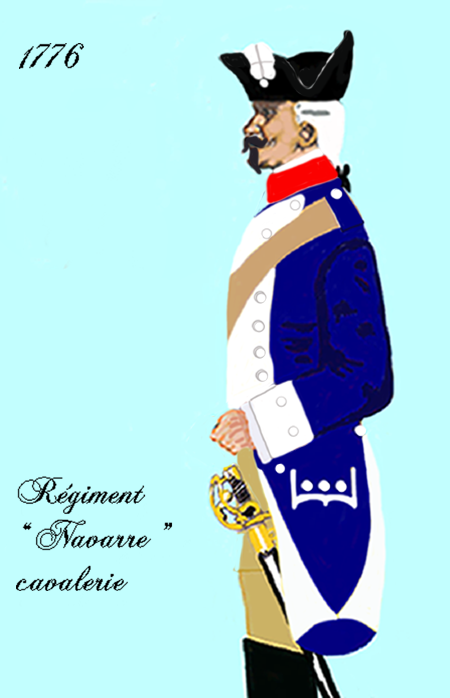
1776 bis 1779
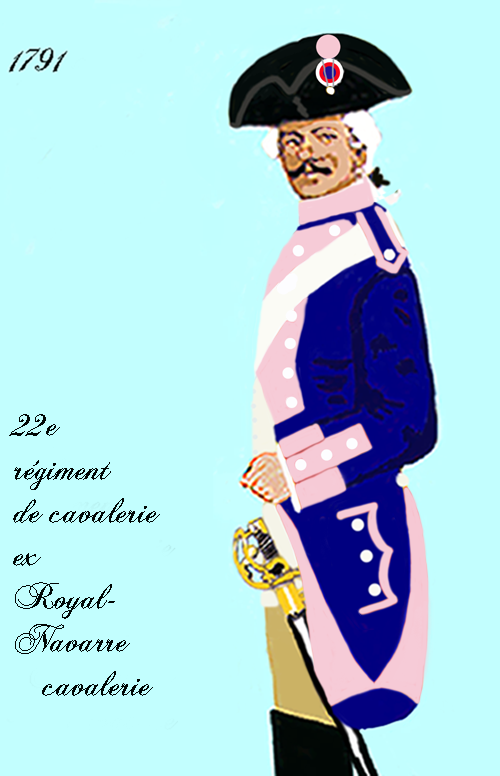
1791

## Regimentskommandanten
Mestre de camp war bis 1791 die Rangbezeichnung für den Regimentsinhaber und/oder den tatsächlichen Kommandanten eines Kavallerieregiments. (Von 1791 ab wurde der Rang Mestre de camp durch Colonel und dieser von 1793 bis 1803 durch Chef de brigade ersetzt. Danach hieß es wieder Colonel.) Sollte es sich bei dem Mestre de camp um eine Person des Hochadels handeln, die an der Führung des Regiments kein Interesse hatte (oder zu unerfahren war) so wurde das Kommando dem „Mestre de camp lieutenant“ (oder „Mestre de camp en second“) überlassen. Ab 1791 gab es keine Regimentsinhaber mehr.
- 6. Januar 1647: Mestre de camp Joseph d’Ardenne d’Arragon, comte d’Illes
- 10. Dezember 1673: Mestre de camp Jacques de Pouilly de Lançon
- 1. Februar 1675: Mestre de camp Jacques Bazin de Bezons, marquis de Bezons
- 30. März 1689: Mestre de cam Antoine Cornu, marquis de Balivières
- 1690: Mestre de camp: Comte d’Auneuil
- 20. Dezember 1696: Mestre de camp François Gilbert Colbert, marquis de Saint-Pouanges
- Januar 1716: Mestre de camp Marquis de Chambonas
- 1721: Mestre de camp de Bougard
- 14. August 1728: Mestre de camp Louis-Marie-Augustin d’Aumont, duc d’Aumont, Pair von Frankreich
- 20. Juli 1743: Mestre de camp Louis Camille de Lorraine
- 1. Februar 1749: Mestre de camp Comte de Vienne
- 1759: Mestre de camp Jacques François, marquis de Damas d’Antigny
- 24. Februar 1774: Mestre de camp Antoine Charles Guillaume, marquis de La Roche-Aymon
- 10. März 1788: Mestre de camp Marie François Emmanuel de Crussol, duc de Crussol
- 21. Oktober 1791: Colonel Joseph François Régis Camille de Serre de Saunier, marquis de Gras
- 5. Februar 1792: Colonel Dominique de Diettmann
- 27. Mai 1792: Colonel Raphaël de Casabianca
- 15. Mai 1793: Chef de brigade François Thévenot
- 20. Juli 1793: Chef de brigade Nicolas Maurice-Dufort
- 6. Mai 1794: Chef de brigade Jean-Baptiste Duclos
- 22. Februar 1794: Chef de brigade Jean-Baptiste André Rifflet
- 21. Dezember 1794: Chef de brigade Jean-Baptiste Duclos
- 3. September 1799: Chef de brigade Ythier Sylvain Pryvé

Ob und/oder wann der jeweilige Mestre de camp sein Regiment selbst geführt hat, oder es dem „Mestre de camp en second“ als seinem Vertreter überlassen hat, ist nicht mehr feststellbar.

## Gefechtskalender
Das Regiment war in den folgenden Kriegen eingesetzt:
- Französisch-Spanischer Krieg
- Holländischer Krieg
- Reunionskrieg
- Pfälzischer Erbfolgekrieg
- Spanischer Erbfolgekrieg
- Polnischer Thronfolgekrieg
- Österreichischer Erbfolgekrieg
- Siebenjähriger Krieg
- Koalitionskriege

### Französisch-Spanischer Krieg
Seinen ersten Einsatz sah das Regiment bei der zweiten Belagerung von Lleida und der Einnahme von Àger (ein Dorf in der Nähe von Lleida). 1648 folgte der Kampf um Tortosa. Danach lag es für vier Jahre in Barcelona in Garnison. 1650 und 1651 war es an der Verteidigung der Stadt beteiligt.
- 1653: Belagerung von Girona und Gefecht bei Bordils
- 1654: Einnahme von Villefranche-de-Conflent und Puigcerdà
- 1655: bei Cap de Creus und in Solsona.

1657 verließ das Regiment Katalonien, um die französischen Truppen in Italien zu verstärken. Im folgenden Jahr zurück in Katalonien, nahm es an den letzten beiden Feldzügen des Krieges teil, um am 18. April 1661 abgedankt zu werden. Die Compagnie du mestre de camp (also die Leibkompanie des Regimentsinhabers) blieb als Stamm für Neuaufstellungen vorhanden.
Am 1. April 1668 erfolgte eine Neuaufstellung zu vier Kompanien in Metz und in Gorze. Es wurde an die Grenze von Lothringen kommandiert und am 14. Mai des folgenden Jahres wieder ausgemustert. Die Compagnie du mestre de camp wurde wieder als Stamm behalten.

### Holländischer Krieg
Das Regiment wurde am 3. März 1672 erneut aufgestellt. In Flandern stand es unter dem Kommando von M. de Lançon
- Schlacht bei Seneffe.

Danach folgte der Feldzug in das Elsaß unter dem Oberbefehl von Maréchal de Turenne
- Schlacht bei Entzheim
- Gefecht bei Mühlhausen
- Schlacht bei Türkheim Hier wurden vom Regiment 300 Dragoner, 50 Reiter und 200 Musketiere aus der Truppe von Kurfürsten Friedrich Wilhelm gefangen genommen.

Zurück in Flandern folgte 1677 die Teilnahme an der Belagerung von Valenciennes, von Cambrai und der Schlacht bei Saint-Denis (1678)
Am 6. August 1679 wurde das Regiment abgedankt – im Januar 1684 wieder aufgestellt wurde es am 26. September entlassen am und 20. August 1688 erneut aktiviert.

### Pfälzischer Erbfolgekrieg
Hier nahm es mit der Armée du Rhin (Rheinarmee) an der Belagerung von Philippsburg (1688) teil, zog dann nach Flandern und kämpfte in allen wichtigen Schlachten.
- Schlacht bei Walcourt
- Schlacht bei Fleurus
- Belagerung von Mons
- Schlacht bei Leuze
- Belagerung von Namur
- Schlacht bei Steenkerke
- Schlacht bei Neerwinden
- Belagerung von Charleroi

Das stark engagierte Regiment wurde in den folgenden Jahren zur Bewachung der flandrischen Höhen bei Mons eingesetzt.

### Spanischer Erbfolgekrieg
Das Regiment kämpfte in der:
- Schlacht bei Friedlingen
- Erste Schlacht bei Höchstädt
- Schlacht am Speyerbach

Mit dem Marschall de Villars zog es 1706 nach Schwaben und nach Franken. Zurück in Flandern folgte die:
- Schlacht bei Malplaquet, wo es so stark reduziert wurde, dass man es zur Auffrischung in die Franche-Comté schicken musste. 1712 kam es zurück zur Rheinarmee und kämpfte im:
- Gefecht bei Landau

und bei der:
- Belagerung von Freiburg (1713)

### Polnischer Thronfolgekrieg
- Zu Beginn des Krieges stand das Regiment bei der Belagerung von Philippsburg (1734).

### Österreichischer Erbfolgekrieg
Mit der «Armée du Bas-Rhin» (Niederrheinarmee) im Einsatz in Westfalen und in Böhmen. Danach Verlegung nach Flandern.
- Schlacht bei Fontenoy
- Belagerung von Maastricht

### Siebenjähriger Krieg
Das Regiment war an sechs Feldzügen beteiligt.

### Koalitionskriege
1791 stand das Regiment bei der Rheinarmee und dann bei der Nordarmee
- Schlacht bei Neerwinden

1799 folgte die Versetzung zur Armée d’Italie, bei der es bis 1800 verblieb.
Die Auflösung erfolgte per Dekret vom 24. September 1803 in Nevers.
Die Escadrons wurden aufgeteilt:
eine Escadron zum 15e régiment de cavalerie
eine Escadron zum 16e régiment de cavalerie
eine Escadron zum 17e régiment de cavalerie
ein Détachement zum 2e régiment de carabiniers

### Garnison
- Beauvais[4].